# Leucospis globigera
Leucospis globigera  (лат.) — вид паразитических наездников рода Leucospis из семейства Leucospidae (Chalcidoidea, отряд Перепончатокрылые насекомые).

## Распространение
Малайзия.

## Описание
Относительно крупные хальцидоидные наездники, длина самок от 5 до 5,8 мм. Основная окраска чёрная, с несколькими красновато-жёлтыми отметинами на скапусе усика, груди, брюшке и ногах.  Крылья затемнённые. 
Задние ноги с утолщенными и сильно изогнутыми бедрами и голенями. Усики 13-члениковые. Нижнечелюстные щупики 4-члениковые, нижнегубные щупики состоят из 3 сегментов.

## Биология
Отмечены с мая по октябрь. Предположительно, как и другие виды своего рода, эктопаразитоиды ос Vespidae.

## Систематика
Включён в состав видовой группы Leucospis pediculata, у которых щёки короткие и сходящиеся, пронотум выпуклый. Впервые описан в 1974 году британским гименоптерологом чешского происхождения Зденеком Боучеком (Zdenĕk Bouček, 1924-2011).